# Indicación Geográfica Protegida Ternera de Navarra

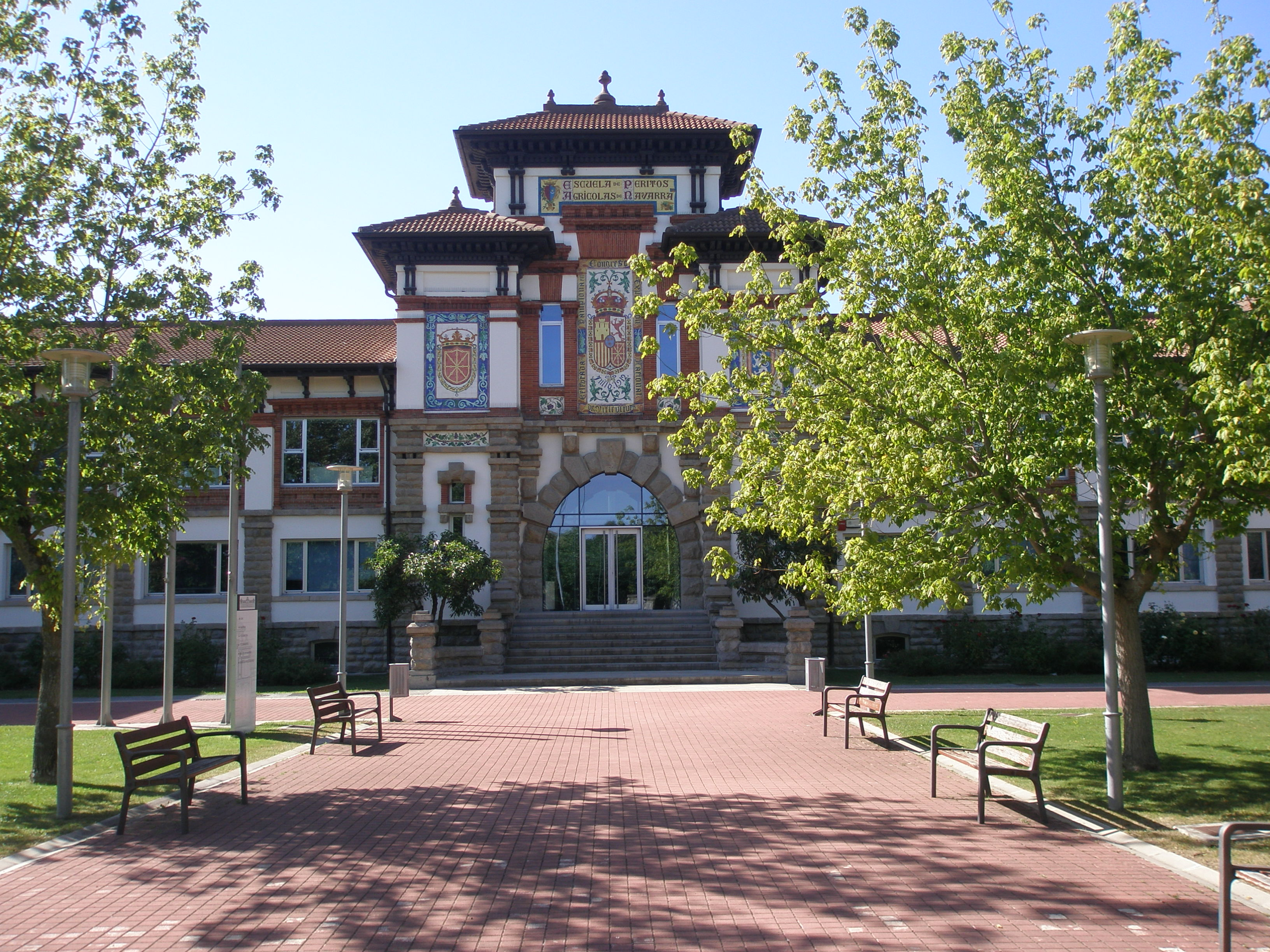
Imagen de la antigua Escuela de Peritos Agrícolas, construida en 1912 por José Yárnoz, donde actualmente se encuentra la sede de la Indicación Geográfica Protegida Ternera de Navarra.

La Indicación Geográfica Protegida "Ternera de Navarra", denominada de forma abreviada I.G.P. Ternera de Navarra, es una indicación geográfica ubicada en la Comunidad Foral de Navarra para regular y controlar la producción y comercialización de la carne de ternera navarra bajo determinados parámetros de calidad y trazabilidad.
El nombre oficial es Indicación Geográfica Protegida "Ternera de Navarra - Nafarroako Aratxea".

## Historia
La Indicación Geográfica Protegida "Ternera de Navarra - Nafarroako Aratxea" fue creada en el año 1994.

## Sede
Actualmente este organismo tiene su sede en la antigua Escuela de Peritos Agrícolas situada en la Avenida Serapio Huici 22, de Villava, englobada dentro del Instituto Navarro de Tecnologías e Infraestructuras Agroalimentarias.

## Estructura organizativa

### Consejo Regulador
Este ente está formado por un presidente, un vicepresidente, ocho vocales y un representante de la Administración Foral y sus principales funciones son la defensa, fomento y promoción de la Indicación Geográfica Protegida, así como hacer cumplir los preceptos recogidos en el Reglamento. Además, el Consejo Regulador es la estructura de control para vigilar los animales, las canales y las piezas de carne, y visitar las explotaciones ganaderas y las instalaciones
inscritas en los registros de la Indicación Geográfica Protegida "Ternera de Navarra - Nafarroako Aratxea".

### Órganos de control y apoyo
- Actualmente es el Instituto Navarro de Tecnologías e Infraestructuras Agroalimentarias  (Antiguamente fue el Instituto de Calidad Agroalimentaria de Navarra o ICAN), una empresa pública del Gobierno de Navarra, quien se encarga de ofrecer diferentes servicios de asesoría jurídica, laboral, informática, contabilidad, labores administrativas, labores de inspección o de secretaría entre otras funciones.[5]

- El otro ente es la Mesa de la Ternera, que está formada por los representantes de todos los sectores implicados: Ganaderos, distribuidores y carniceros. Las principales funciones de esta organización es la promoción interna y la fijación de precios según categorías y clasificaciones, para que tanto los ganaderos, como los carniceros acogidos a la indicación geográfica protegida, pueden tener una orientación del funcionamiento del mercado.[6]

### Organismos colaboradores
Son varios las entidades que colaboran con esta Indicación Geográfica:
- La Asociación de Criadores de Ganado Vacuno Pirenaico de Navarra (ASPINA), que se encarga de visitar y controlar las explotaciones inscritas o que por vez primera solicitan la inscripción en la Indicación Geográfica Protegida "Ternera de Navarra - Nafarroako Aratxea".

- El Instituto Lactológico de Lecumberri (ALVO), que es el encargado de realizar la analítica de las muestras recogidas tanto en las explotaciones como en los mataderos.

- El Departamento de Producción Agraria de la Universidad Pública de Navarra, cuyas actividades se centran en la realización de las analíticas de las muestras recogidas en los mataderos y puntos de venta.

- Los dos centros universitarios navarros; Universidad Pública de Navarra y Universidad de Navarra, que colaboran en la puesta en marcha y realización de diferentes proyectos relacionados con ternera.

## Características

### Razas bovinas

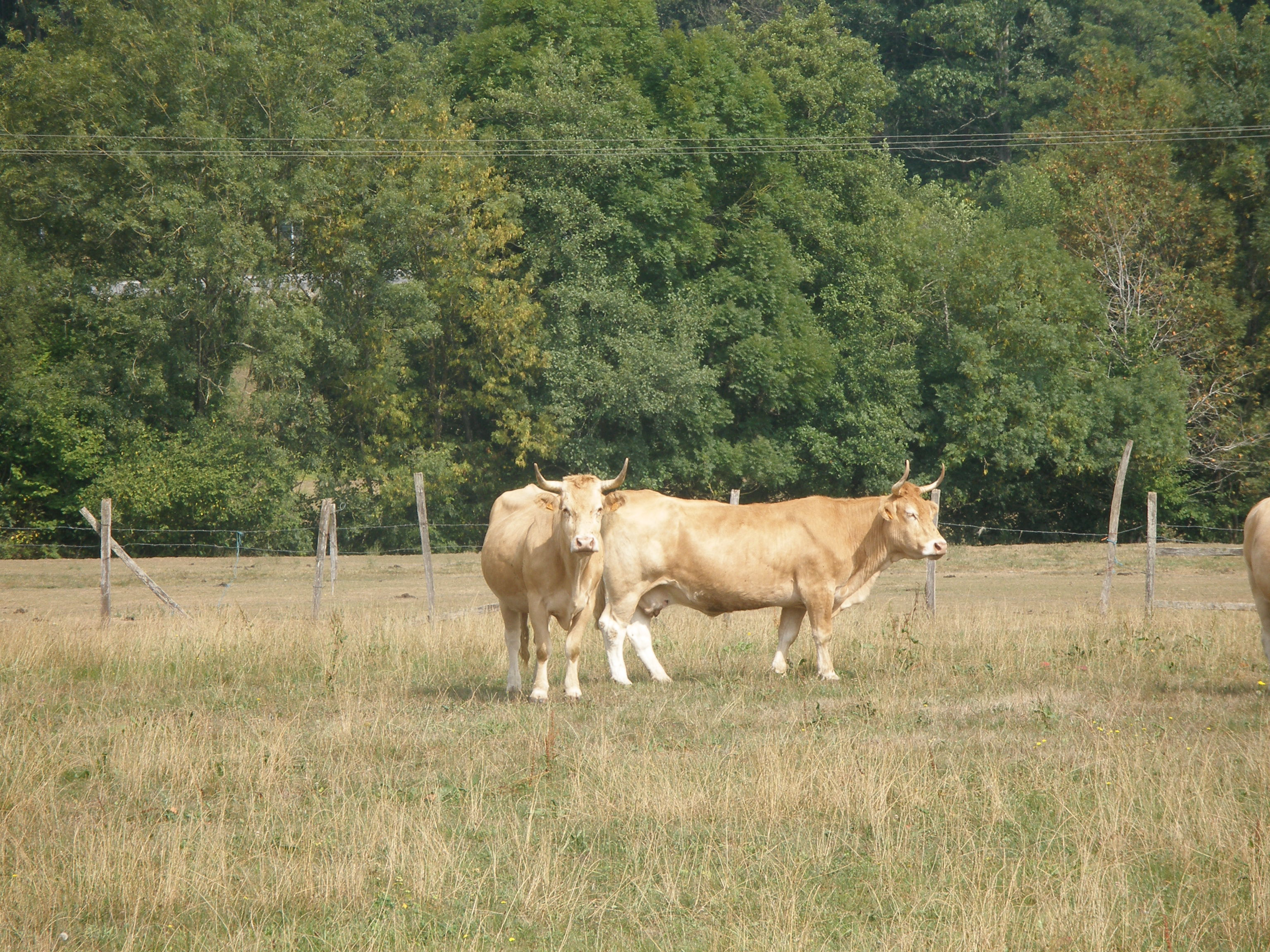
Fotografía de dos ejemplares bovinos de la raza pirenaica.

La principal raza bovina es la Pirenaica, una raza autóctona de la zona que proporciona actualmente en torno al 90 % de la carne amparada. El resto provienen de otras razas de ganado bovino de como la Pardo Alpina, la Blonda de Aquitania y la Charolesa.

### Tipos de animales
En función del sexo y de la edad de sacrificio, se distinguen dos tipos de animales:
- Ternero: Es aquel animal macho procedente de las razas especificadas anteriormente, nacido en el área de producción de la  IGP "Ternera de Navarra - Nafarroako Aratxea" y con una edad al sacrificio entre los 9 y 13 meses de edad.

- Ternera: Hace referencia al animal hembra procedente también de las razas especificadas anteriormente, nacido en el área de producción que engloba la Indicación Geográfica Protegida "Ternera de Navarra - Nafarroako Aratxea" y con una edad al sacrificio entre los 8 y 12 meses de edad.

### Descripción de la carne
La carne procedente de la Indicación Geográfica Protegida "Ternera de Navarra - Nafarroako Aratxea" Archivado el 29 de diciembre de 2015 en Wayback Machine. se caracteriza por su bajo nivel de engrasamiento. La capa de grasa es muy fina y deja visible la musculatura del animal en casi toda la canal. Las costillas aparecen sin grasa y en la cara interna de la cavidad torácica los músculos intercostales se aprecian perfectamente. En cuanto al color, éste debe ser rojo cumpliendo los límites de la norma de la calidad de la carne de vacuno, es decir, estará entre valores «2», o rosa, «3», o rojo claro y «4», o rojo.
En el Capítulo IV. Características de la carne del Reglamento de la Indicación Geográfica Protegida "Ternera de Navarra - Nafarroako Aratxea" se recogen todas las características que debe tener la carne:

Artículo 17. Clasificación de las canales.

Sólo serán admitidas las categorías S-E-U-R de la normativa europea, quedando definidas de la siguiente forma:
- Clase S, todos los perfiles extremadamente convexos, con desarrollo muscular excepcional con dobles musculos (tipo “culón”).
- Clase E, todos los perfiles convexos o super convexos, con desarrollo muscular excepcional.
- Clase U, perfiles convexos en su conjunto, fuerte desarrollo muscular.
- Clase R, perfiles rectilíneos en su conjunto, con buen desarrollo muscular.
Artículo 18. Estado de engrasamiento.
El estado de engrasamiento estará en las clases 2 o 3 de la normativa europea:
- Clase 2; poco cubierto: Grasa de cobertura inapreciable. El músculo es visible en casi toda la canal. Una ligera película de grasa recubre la parte superior y las costillas. Por la cara interna de la cavidad torácica los músculos intercostales se aprecian perfectamente.
- Clase 3; cubierto: Una ligera capa de grasa se extiende por la parte superior y las costillas ocultando los músculos. Los músculos de la espalda y de la pierna no están todavía recubiertos. Por la cara interna de la cavidad torácica los músculos intercostales son aún visibles. No hay, o hay poca, grasa en las costillas.
Artículo 19. Color.
El color de la carne debe ser rojo, cumpliendo los límites de la norma de la calidad de la carne de vacuno, es decir, estará entre valores “2”, o rosa, “3”, o rojo claro, y “4”, o rojo.
Artículo 20. Ph.
Se realizará la medición del pH a las 24 horas del sacrificio y su valor no podrá ser superior a 6.
Artículo 21. Residuos en la carne.

La carne de “Ternera de Navarra o Nafarroako Aratxea” deberá cumplir todos los requisitos para una óptima calidad sanitaria. Dentro de los parámetros que definen esta calidad sanitaria se hará especial hincapié en la ausencia de los residuos que se detallan a continuación y que serán objeto de control por parte del Consejo Regulador; hormonas, clenbuterol, tranquilizantes, inhibidores, metales pesados, tireostáticos, y cualquier otro producto que por su composición suponga un riesgo para el consumo humano.
Reglamento de la Indicación Geográfica Protegida "Ternera de Navarra - Nafarroako Aratxea"